# Хоффсбаккен, Олаф
Олаф Хоффсбакен (норв. Olaf Hoffsbakken; 2 сентября 1908 года, Йёвик — 23 ноября 1986 года, Йёвик) — норвежский двоеборец и лыжник, призёр олимпийских игр и чемпион мира в двоеборье, призёр олимпийских игр и чемпионатов мира в лыжных гонках.

## Карьера
На Олимпийских играх 1936 года в Гармиш-Партенкирхене выступал в лыжных гонках и двоеборье. В двоеборье завоевал серебряную медаль, 10 балов уступив своему соотечественнику Оддбьёрну Хагену, и на 11 балов обойдя другого своего партнёра по команде Сверре Бродаля. В лыжных гонках выступал в гонке на 18 км и эстафете. В эстафете бежал второй этап и закончил его лидером, выигрывая более минуты у ближайших преследователей, но на последующих этапах норвежцы не удержали лидерство и закончили эстафету вторыми. В гонке на 18 км был 5-м.
На чемпионатах мира завоевал золотую медаль в двоеборье, на чемпионате мира 1938 года, а также серебряную медаль в лыжной эстафете и бронзовую медаль в гонке на 18 км на чемпионате мира 1935 года.